# Quentin Hughes
James Quentin Hughes, OBE, MC (* 28. Februar 1920 in Newsham Park, Liverpool; † 8. Mai 2004) war ein britischer Offizier, Architekt und Hochschullehrer. Seine Arbeiten trugen wesentlich zur Erhaltung viktorianischer und edwardianischer Architektur in Liverpool bei.

## Leben
Hughes war Sohn eines Vikars der Church in Wales. Nach dem Besuch der Rydal School in Colwyn Bay, North Wales begann er 1937 ein Studium der Architektur an der University of Liverpool.
Bei Beginn des Zweiten Weltkrieges meldete sich Hughes freiwillig zur Royal Artillery. Er wurde zum 208 Anti-Aircraft Training Regiment eingezogen und anschließend zur 48/71 D Battery RA auf Malta versetzt. Nach dem Ende der zweiten großen Belagerung von Malta trat Hughes in das 2. Bataillon des Special Air Service ein, das in Philippeville in Algerien stationiert war. Das Bataillon wurde bei Sabotageakten in Italien eingesetzt. Bei einem dieser Unternehmen im Zuge der Operation Pomegranate wurde Hughes am 12. Januar 1942 auf dem Flugfeld in San Egidio verletzt und gefangen genommen. Infolge seiner Verletzungen verlor Hughes das Hörvermögen auf einem Ohr und erblindete auf einem Auge. Am 10. Mai 1944 gelang ihm mit Hilfe italienischer Partisanen die Flucht aus deutscher Kriegsgefangenschaft. Nach seiner Rekonvaleszenz kehrte Hughes zum 2. Bataillon des SAS nach Prestwick, Ayrshire als Kommandeur der Stabskompanie (commander of HQ squadron) zurück. Nachdem er 1945 mit seinem Fahrzeug verunglückte, wurde er mit dem Dienstgrad eines Majors aus dem Militärdienst entlassen. Hughes wurde während seines Militärdienstes zweimal mit dem Military Cross ausgezeichnet.
Hughes schloss sein Architekturstudium an der University of Liverpool ab. Anschließend setzte er seine Studien an der University of Leeds fort, um sich zu habilitieren. Von 1948 bis 1956 war Hughes Dozent für Architektur an der Universität Leeds, anschließend an der Universität Liverpool.

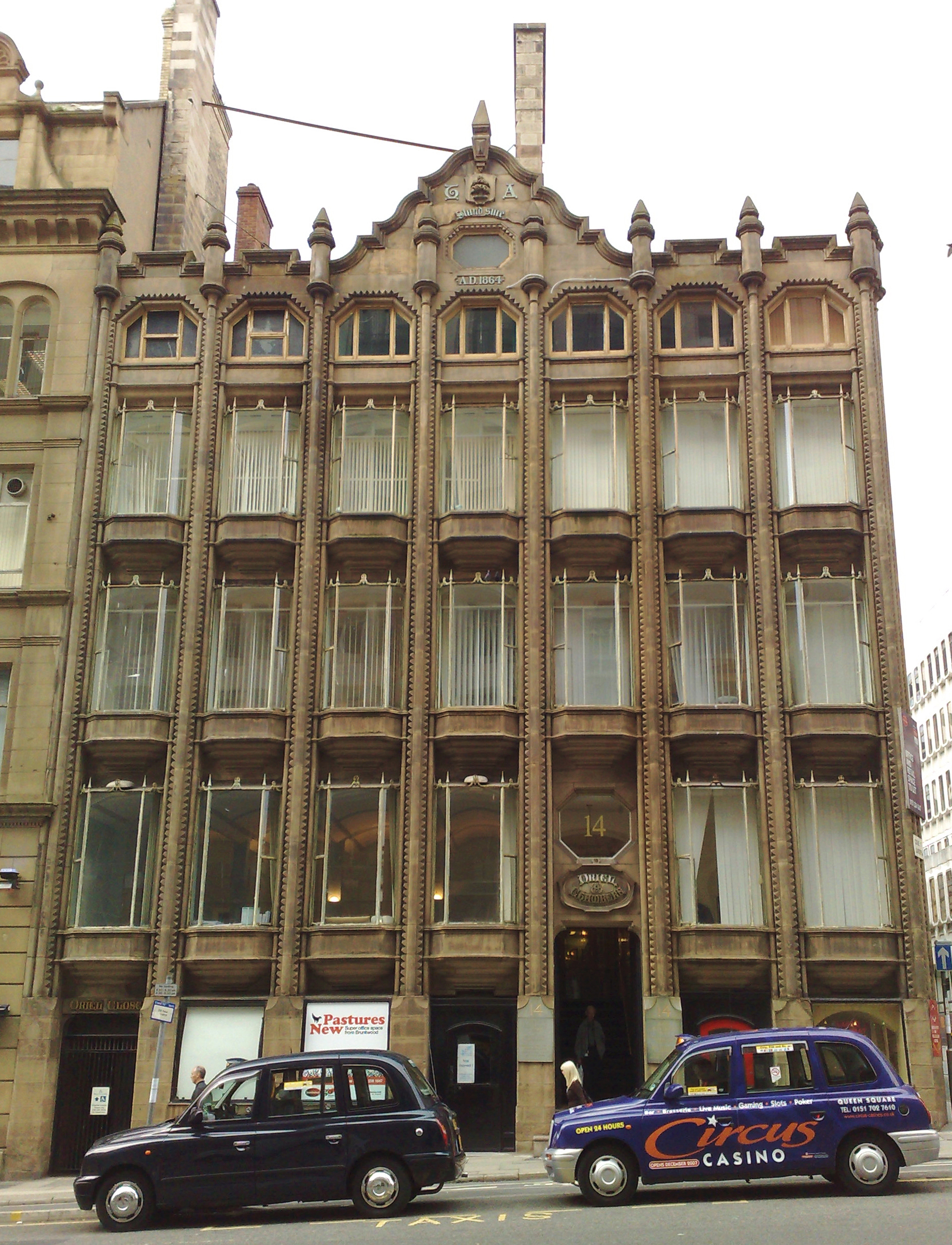
Hughes Arbeiten trugen zum Erhalt der Oriel Chambers, des weltweit ersten Gebäudes mit vorgehängter Metall-Glas-Fassade, bei

Im Jahr 1964 veröffentlichte Hughes Seaport: Architecture & Townscape in Liverpool, in dem er die Bedeutung der viktorianischen und edwardianischen Architektur für die Stadt darstellte. Seine Aktivitäten trugen zum Erhalt des Albert Dock Warehouse, der Oriel Chambers und weiterer Gebäude in Liverpool bei. Hughes’ Buch beeinflusste die Etablierung einer nationalen Bewegung, die sich gegen den Brutalismus der 1960er Jahre richtete. 1967 entwickelte er Planungen zum Erhalt der historischen Bausubstanz in Liverpool, die vom Stadtrat übernommen wurden.
Neben seiner akademischen Laufbahn arbeitete Hughes auch als Architekt und entwarf Häuser in Surrey. Am Umbau des Greenbank House in Liverpool und den Umbauarbeiten der Bridge Street und Eastgate Street in Chester war Hughes ebenfalls beteiligt.
1968 verlegte Hughes den Schwerpunkt seiner Tätigkeiten nach Malta, wo er die School of Architecture an der Royal University aufbaute. 1970 wurde er erster Professor für Architektur an dieser Universität. Hughes gehörte 1975 zu den Mitbegründern der Fortress Study Group und war erster Herausgeber des Journals, Fort, der Gruppe. 1984 wurde Hughes zum Honorary Research Fellow der Universität Liverpool ernannt.
Von 1995 bis 2001 war Hughes Vorsitzender des Merseyside Civic Trust. Unter seiner Leitung konnte die Kommerzialisierung des öffentlichen Raumes am  Liverpool Pier Head aufgehalten werden. 1999 wurde er zum Officer of the Order of the British Empire ernannt, im Jahr darauf zum Honorarprofessor für Architektur an der Liverpool John Moores University. 2004 erhielt er den National Order of Merit of Malta, die höchste zivile Auszeichnung des Inselstaates.

## Publikationen
- The Building of Malta 1530–1795 (1956)
- Seaport: Architecture & Townscape in Liverpool (1964)
- Fortress: Architecture and Military History in Malta (1969)
- Military Architecture (1974)
- Britain in the Mediterranean & the defence of her naval stations (1981)
- Malta: a guide to the fortification (1993)
- Who Cares Who Wins (1998)
- Malta: The Baroque Island (2003)